# Tilandsija
Tilandsija (lat. Tillandsia), rod epifitnih biljaka iz porodice tamjanikovki (Bromeliaceae), kojemu pripada 792 vrste i 150 infraspecifičnih svojti u suptropskim i tropski krajevima Srednje i Južne Amerike.

## Vrste
1. Tillandsia abbreviata H.Luther
2. Tillandsia abdita L.B.Sm.
3. Tillandsia achyrostachys É.Morren ex Baker
4. Tillandsia acuminata L.B.Sm.
5. Tillandsia adamsii Read
6. Tillandsia adpressiflora Mez
7. Tillandsia aequatorialis L.B.Sm.
8. Tillandsia aeranthos (Loisel.) Desf.
9. Tillandsia afonsoana Strehl
10. Tillandsia aguascalientensis C.S.Gardner
11. Tillandsia aizoides Mez
12. Tillandsia albertiana Verv.
13. Tillandsia albida Mez & Purpus
14. Tillandsia alfredo-laui Rauh & C.O.Lehm.
15. Tillandsia alvareziae Rauh
16. Tillandsia andicola Gillies ex Baker
17. Tillandsia andreana É.Morren ex André
18. Tillandsia andrieuxii (Mez) L.B.Sm.
19. Tillandsia angulosa Mez
20. Tillandsia antillana L.B.Sm.
21. Tillandsia appenii (Rauh) J.R.Grant
22. Tillandsia araujei Mez
23. Tillandsia archeri L.B.Sm.
24. Tillandsia arenicola L.B.Sm.
25. Tillandsia arequitae (André) André ex Mez
26. Tillandsia argentea Griseb.
27. Tillandsia argentina C.H.Wright
28. Tillandsia arhiza Mez
29. Tillandsia ariza-juliae L.B.Sm. & Jiménez
30. Tillandsia atenangoensis Ehlers & Wülfingh.
31. Tillandsia atroviolacea Ehlers & Koide
32. Tillandsia atroviridipetala Matuda
33. Tillandsia aurea Mez
34. Tillandsia australis Mez
35. Tillandsia bagua-grandensis Rauh
36. Tillandsia baileyi Rose ex Small
37. Tillandsia bakiorum H.Luther
38. Tillandsia balbisiana Schult. & Schult.f.
39. Tillandsia baliophylla Harms
40. Tillandsia balsasensis Rauh
41. Tillandsia bandensis Baker
42. Tillandsia × baptistana C.N.Gonç. & Azevêdo-Gonç.
43. Tillandsia barbeyana Wittm.
44. Tillandsia barclayana Baker
45. Tillandsia barfussii W.Till
46. Tillandsia barrosoae W.Till
47. Tillandsia barthlottii Rauh
48. Tillandsia bartramii Elliott
49. Tillandsia bella Strehl
50. Tillandsia belloensis W.Weber
51. Tillandsia bergeri Mez
52. Tillandsia × bergiana Takiz. & Koide
53. Tillandsia bermejoensis H.Hrom. ex Rauh
54. Tillandsia biflora Ruiz & Pav.
55. Tillandsia bismarckii Rauh & C.O.Lehm.
56. Tillandsia bochilensis Ehlers ex Rauh & E.Gross
57. Tillandsia boliviana Mez
58. Tillandsia bongarana L.B.Sm.
59. Tillandsia bonita Versieux & Martinelli
60. Tillandsia boqueronensis Ehlers
61. Tillandsia borealis López-Ferr. & Espejo
62. Tillandsia borinquensis Cedeño-Mald. & Proctor
63. Tillandsia botterii É.Morren ex Baker
64. Tillandsia bourgaei Baker
65. Tillandsia brachycaulos Schltdl.
66. Tillandsia brachyphylla Baker
67. Tillandsia brealitoensis L.Hrom.
68. Tillandsia brenneri Rauh
69. Tillandsia brevicapsula Gilmartin
70. Tillandsia brevilingua Mez
71. Tillandsia brevior L.B.Sm.
72. Tillandsia breviturneri Betancur & Néstor García
73. Tillandsia bryoides Griseb. ex Baker
74. Tillandsia buchlohii Rauh
75. Tillandsia bulbosa Hook.
76. Tillandsia buseri Mez
77. Tillandsia butzii Mez
78. Tillandsia caballosensis Ehlers
79. Tillandsia cacticola L.B.Sm.
80. Tillandsia caerulea Kunth
81. Tillandsia cajamarcensis Rauh
82. Tillandsia calcicola L.B.Sm. & Proctor
83. Tillandsia califani Rauh
84. Tillandsia caliginosa W.Till
85. Tillandsia callichroma L.Hrom.
86. Tillandsia calochlamys Ehlers & L.Hrom.
87. Tillandsia calothyrsus Mez
88. Tillandsia caloura Harms
89. Tillandsia camargoensis L.Hrom.
90. Tillandsia candida Leme
91. Tillandsia canescens Sw.
92. Tillandsia capillaris Ruiz & Pav.
93. Tillandsia capistranoensis Ehlers & W.Weber
94. Tillandsia capitata Griseb.
95. Tillandsia caput-medusae É.Morren
96. Tillandsia cardenasii L.B.Sm.
97. Tillandsia carlos-hankii Matuda
98. Tillandsia carlsoniae L.B.Sm.
99. Tillandsia carminea W.Till
100. Tillandsia carnosa L.B.Sm.
101. Tillandsia carrierei André
102. Tillandsia carrilloi Véliz & Feldhoff
103. Tillandsia castelensis Leme & W.Till
104. Tillandsia castellanii L.B.Sm.
105. Tillandsia catimbauensis Leme, W.Till & J.A.Siqueira
106. Tillandsia caulescens Brongn. ex Baker
107. Tillandsia cauliflora Mez & Wercklé
108. Tillandsia cauligera Mez
109. Tillandsia cees-goudae Gouda
110. Tillandsia celata Ehlers & Lautner
111. Tillandsia cernua L.B.Sm.
112. Tillandsia cerrateana L.B.Sm.
113. Tillandsia chaetophylla Mez
114. Tillandsia chalcatzingensis Gonz.-Rocha, Cerros, López-Ferr. & Espejo
115. Tillandsia chapalillaensis Ehlers & Lautner
116. Tillandsia chapeuensis Rauh
117. Tillandsia chartacea L.B.Sm.
118. Tillandsia chasmophyta Büneker, R.Pontes & K.Soares
119. Tillandsia chiapensis C.S.Gardner
120. Tillandsia chiletensis Rauh
121. Tillandsia chlorophylla L.B.Sm.
122. Tillandsia chontalensis Baker
123. Tillandsia churinensis Rauh
124. Tillandsia chusgonensis L.Hrom.
125. Tillandsia circinnata Schltdl.
126. Tillandsia circinnatioides Matuda
127. Tillandsia clavigera Mez
128. Tillandsia coalcomanensis Ehlers
129. Tillandsia cochabambae Gross & Rauh
130. Tillandsia coinaensis Ehlers
131. Tillandsia colganii Ehlers
132. Tillandsia colorata L.Hrom.
133. Tillandsia comarapaensis H.Luther
134. Tillandsia comitanensis Ehlers
135. Tillandsia compacta Griseb.
136. Tillandsia complanata Benth.
137. Tillandsia compressa Bertero ex Schult. & Schult.f.
138. Tillandsia comulcoensis Ehlers
139. Tillandsia concolor L.B.Sm.
140. Tillandsia confertiflora André
141. Tillandsia confinis L.B.Sm.
142. Tillandsia copalaensis Ehlers
143. Tillandsia copanensis Rauh & Rutschm.
144. Tillandsia copynii Gouda
145. Tillandsia × correalei H.Luther
146. Tillandsia cossonii Baker
147. Tillandsia cotagaitensis L.Hrom.
148. Tillandsia crenulipetala Mez
149. Tillandsia cretacea L.B.Sm.
150. Tillandsia crista-galli Ehlers
151. Tillandsia crocata (É.Morren) N.E.Br.
152. Tillandsia cryptopoda L.B.Sm.
153. Tillandsia cuatrecasasii L.B.Sm.
154. Tillandsia cucaensis Wittm.
155. Tillandsia × cuchnichim R.Guess & V.Guess
156. Tillandsia cucullata L.B.Sm.
157. Tillandsia curvifolia (Ehlers & Rauh) Ehlers
158. Tillandsia dasyliriifolia Baker
159. Tillandsia deflexa L.B.Sm.
160. Tillandsia delicata Ehlers
161. Tillandsia demissa L.B.Sm.
162. Tillandsia denudata André
163. Tillandsia deppeana Steud.
164. Tillandsia dexteri H.Luther
165. Tillandsia diaguitensis A.Cast.
166. Tillandsia dichrophylla L.B.Sm.
167. Tillandsia didisticha (É.Morren) Baker
168. Tillandsia didistichoides Mez
169. Tillandsia diguetii Mez & Rol.-Goss.
170. Tillandsia disticha Kunth
171. Tillandsia × donatoi Leme
172. Tillandsia dorisdaltoniae Ibisch, R.Vásquez, I.G.Vargas & W.Till
173. Tillandsia dorotheae Rauh
174. Tillandsia dorotheehaseae Hase
175. Tillandsia dugesii Baker
176. Tillandsia dura Baker
177. Tillandsia durangensis Rauh & Ehlers
178. Tillandsia duratii Vis.
179. Tillandsia ecarinata L.B.Sm.
180. Tillandsia edithae Rauh
181. Tillandsia eistetteri Ehlers
182. Tillandsia eizii L.B.Sm.
183. Tillandsia elizabethae Rauh
184. Tillandsia elongata Kunth
185. Tillandsia eltoniana E.Pereira
186. Tillandsia elusiva Pinzón, I.Ramírez & Carnevali
187. Tillandsia elvirae-grossiae Rauh
188. Tillandsia emergens Mez & Sodiro
189. Tillandsia engleriana Wittm.
190. Tillandsia erecta Gillies ex Baker
191. Tillandsia erici Ehlers
192. Tillandsia ermitae L.Hrom.
193. Tillandsia erubescens Schltdl.
194. Tillandsia escahuascensis Espejo, López-Ferr., Ceja & A.Mend.
195. Tillandsia espinosae L.B.Sm.
196. Tillandsia esseriana Rauh & L.B.Sm.
197. Tillandsia excavata L.B.Sm.
198. Tillandsia excelsa Griseb.
199. Tillandsia exserta Fernald
200. Tillandsia extensa Mez
201. Tillandsia fasciculata Sw.
202. Tillandsia fascifolia Flores-Cruz & Diego-Esc.
203. Tillandsia fassettii L.B.Sm.
204. Tillandsia fendleri Griseb.
205. Tillandsia ferreyrae L.B.Sm.
206. Tillandsia ferrisiana L.B.Sm.
207. Tillandsia festucoides Brongn. ex Mez
208. Tillandsia filifolia Schltdl. & Cham.
209. Tillandsia flabellata Baker
210. Tillandsia flagellata L.B.Sm.
211. Tillandsia flavobracteata Matuda
212. Tillandsia flexuosa Sw.
213. Tillandsia floresensis Ehlers
214. Tillandsia floribunda Kunth
215. Tillandsia × floridana (L.B.Sm.) H.Luther
216. Tillandsia foliosa M.Martens & Galeotti
217. Tillandsia fragrans André
218. Tillandsia franciscoi W.Till & J.R.Grant
219. Tillandsia frank-hasei J.R.Grant
220. Tillandsia fresnilloensis W.Weber & Ehlers
221. Tillandsia friesii Mez
222. Tillandsia fuchsii W.Till
223. Tillandsia funebris A.Cast.
224. Tillandsia fusiformis L.B.Sm.
225. Tillandsia gardneri Lindl.
226. Tillandsia geissei Phil.
227. Tillandsia geminiflora Brongn.
228. Tillandsia genseri Rauh
229. Tillandsia gerd-muelleri W.Weber
230. Tillandsia gerdae Ehlers
231. Tillandsia gilliesii Baker
232. Tillandsia glabrior (L.B.Sm.) López-Ferr., Espejo & I.Ramírez
233. Tillandsia glauca L.B.Sm.
234. Tillandsia globosa Wawra
235. Tillandsia glossophylla L.B.Sm.
236. Tillandsia gracillima L.B.Sm.
237. Tillandsia graebeneri Mez
238. Tillandsia grandispica Ehlers
239. Tillandsia grao-mogolensis Silveira
240. Tillandsia grazielae Sucre & R.Braga
241. Tillandsia grossispicata Espejo, López-Ferr. & W.Till
242. Tillandsia gruberi (Ehlers) J.R.Grant
243. Tillandsia guatemalensis L.B.Sm.
244. Tillandsia guelzii Rauh
245. Tillandsia guenther-nolleri Ehlers
246. Tillandsia guerreroensis Rauh
247. Tillandsia gutteana W.Weber
248. Tillandsia gymnobotrya Baker
249. Tillandsia hammeri Rauh & Ehlers
250. Tillandsia harrisii Ehlers
251. Tillandsia hasei Ehlers & L.Hrom.
252. Tillandsia hegeri Ehlers
253. Tillandsia helmutii L.Hrom.
254. Tillandsia hemkeri Rauh
255. Tillandsia heterandra André
256. Tillandsia heteromorpha Mez
257. Tillandsia heterophylla É.Morren
258. Tillandsia heubergeri Ehlers
259. Tillandsia hildae Rauh
260. Tillandsia hintoniana L.B.Sm.
261. Tillandsia hirta W.Till & L.Hrom.
262. Tillandsia hirtzii Rauh
263. Tillandsia hoeijeri H.Luther
264. Tillandsia hofackeri Ehlers
265. Tillandsia hondurensis Rauh
266. Tillandsia horstii Rauh
267. Tillandsia hotteana Urb.
268. Tillandsia huajuapanensis Ehlers & Lautner
269. Tillandsia huamelulaensis Ehlers
270. Tillandsia huarazensis Ehlers & W.Till
271. Tillandsia hubertiana Matuda
272. Tillandsia humilis C.Presl
273. Tillandsia ignesiae Mez
274. Tillandsia ilseana W.Till, Halbritter & Zecher
275. Tillandsia imperialis É.Morren ex Roezl
276. Tillandsia imporaensis Ehlers
277. Tillandsia incarnata Kunth
278. Tillandsia indigofera Mez & Sodiro
279. Tillandsia inopinata Espejo, López-Ferr. & W.Till
280. Tillandsia intermedia Mez
281. Tillandsia interrupta Mez
282. Tillandsia intumescens L.B.Sm.
283. Tillandsia ionantha Planch.
284. Tillandsia ionochroma André ex Mez
285. Tillandsia itaubensis Strehl
286. Tillandsia ixioides Griseb.
287. Tillandsia izabalensis Pinzón, I.Ramírez & Carnevali
288. Tillandsia jaguactalensis I.Ramírez & Carnevali & F.Chi
289. Tillandsia jaliscopinicola L.Hrom. & P.Schneid.
290. Tillandsia jonesii Strehl
291. Tillandsia jucunda A.Cast.
292. Tillandsia juerg-rutschmannii Rauh
293. Tillandsia juncea (Ruiz & Pav.) Poir.
294. Tillandsia kalmbacheri Matuda
295. Tillandsia kammii Rauh
296. Tillandsia karwinskyana Schult. & Schult.f.
297. Tillandsia kauffmannii Ehlers ex Rauh & E.Gross
298. Tillandsia kautskyi E.Pereira
299. Tillandsia kegeliana Mez
300. Tillandsia kessleri H.Luther
301. Tillandsia kirchhoffiana Wittm.
302. Tillandsia kirschnekii Rauh
303. Tillandsia klausii Ehlers
304. Tillandsia koehresiana Ehlers
305. Tillandsia koideae Rauh & E.Gross
306. Tillandsia kolbii W.Till & Schatzl
307. Tillandsia krahnii Rauh
308. Tillandsia kretzii Ehlers & Lautner
309. Tillandsia krukoffiana L.B.Sm.
310. Tillandsia kuntzeana Mez
311. Tillandsia kuzmae Ehlers
312. Tillandsia lagunaensis Ehlers
313. Tillandsia lagunaensis Ehlers
314. Tillandsia lajensis André
315. Tillandsia lampropoda L.B.Sm.
316. Tillandsia landbeckii Phil.
317. Tillandsia langlasseana Mez
318. Tillandsia latifolia Meyen
319. Tillandsia laui Matuda
320. Tillandsia lautneri Ehlers
321. Tillandsia lechneri W.Till & Barfuss
322. Tillandsia leiboldiana Schltdl.
323. Tillandsia leonamiana E.Pereira
324. Tillandsia lepidosepala L.B.Sm.
325. Tillandsia leucolepis L.B.Sm.
326. Tillandsia leucopetala Büneker, R.Pontes & Witeck
327. Tillandsia limae L.B.Sm.
328. Tillandsia limarum E.Pereira
329. Tillandsia limbata Schltdl.
330. Tillandsia linearis Vell.
331. Tillandsia × lineatispica Mez
332. Tillandsia lithophila L.Hrom.
333. Tillandsia loliacea Mart. ex Schult. & Schult.f.
334. Tillandsia loma-blancae Ehlers & Lautner
335. Tillandsia longifolia Baker
336. Tillandsia lopezii L.B.Sm.
337. Tillandsia lorentziana Griseb.
338. Tillandsia lotteae H.Hrom. ex Rauh
339. Tillandsia loxichaensis Ehlers
340. Tillandsia lucida É.Morren ex Baker
341. Tillandsia lutheri (Manzan. & W.Till) J.R.Grant
342. Tillandsia × lydiae Ehlers
343. Tillandsia lymanii Rauh
344. Tillandsia macbrideana L.B.Sm.
345. Tillandsia macdougallii L.B.Sm.
346. Tillandsia machupicchuensis Gouda & J.Ochoa
347. Tillandsia macrochlamys Baker
348. Tillandsia macrodactylon Mez
349. Tillandsia maculata Ruiz & Pav.
350. Tillandsia macvaughii Espejo & López-Ferr.
351. Tillandsia magnispica Espejo & López-Ferr.
352. Tillandsia magnusiana Wittm.
353. Tillandsia makoyana Baker
354. Tillandsia makrinii L.Hrom.
355. Tillandsia mallemontii Glaz. ex Mez
356. Tillandsia malyi L.Hrom.
357. Tillandsia manzanilloensis Gouda
358. Tillandsia marabascoensis Ehlers & Lautner
359. Tillandsia marcalaensis Rauh & E.Gross
360. Tillandsia × marceloi Takiz. & Koide
361. Tillandsia marconae W.Till & Vitek
362. Tillandsia maritima Matuda
363. Tillandsia markusii L.Hrom.
364. Tillandsia marnieri-apostollei Rauh
365. Tillandsia mateoensis Ehlers
366. Tillandsia matudae L.B.Sm.
367. Tillandsia mauryana L.B.Sm.
368. Tillandsia may-patii I.Ramírez & Carnevali
369. Tillandsia maya I.Ramírez & Carnevali
370. Tillandsia mazatlanensis Rauh
371. Tillandsia mereliana Schinini
372. Tillandsia micans L.B.Sm.
373. Tillandsia milagrensis Leme
374. Tillandsia mima L.B.Sm.
375. Tillandsia minasgeraisensis Ehlers & W.Till
376. Tillandsia minutiflora Donadio
377. Tillandsia mirabilis L.Hrom.
378. Tillandsia mitlaensis W.Weber & Ehlers
379. Tillandsia mixtecorum Ehlers & Koide
380. Tillandsia mollis H.Hrom. & W.Till
381. Tillandsia montana Reitz
382. Tillandsia mooreana L.B.Sm.
383. Tillandsia moronesensis Ehlers
384. Tillandsia moscosoi L.B.Sm. & Jiménez
385. Tillandsia muhriae W.Weber
386. Tillandsia multicaulis Steud.
387. Tillandsia myosura Griseb. ex Baker
388. Tillandsia nana Baker
389. Tillandsia neglecta E.Pereira
390. Tillandsia nervata L.B.Sm.
391. Tillandsia nervisepala (Gilmartin) L.B.Sm.
392. Tillandsia nicolasensis Ehlers
393. Tillandsia × nidus Rauh & C.O.Lehm.
394. Tillandsia nizandaensis Ehlers
395. Tillandsia nolleriana Ehlers ex Rauh
396. Tillandsia novakii H.Luther
397. Tillandsia nuptialis Braga & Sucre
398. Tillandsia nuyooensis Ehlers
399. Tillandsia oaxacana L.B.Sm.
400. Tillandsia oblivata L.Hrom.
401. Tillandsia occulta H.Luther
402. Tillandsia oerstediana L.B.Sm.
403. Tillandsia orbicularis L.B.Sm.
404. Tillandsia organensis Ehlers
405. Tillandsia orogenes Standl. & L.O.Williams
406. Tillandsia oropezana L.Hrom.
407. Tillandsia oroyensis Mez
408. Tillandsia ortgiesiana É.Morren ex Mez
409. Tillandsia oxapampae Rauh & von Bismarck
410. Tillandsia pachyaxon L.B.Sm.
411. Tillandsia pacifica Ehlers
412. Tillandsia paleacea C.Presl
413. Tillandsia pallescens Betancur & Néstor García
414. Tillandsia pamelae Rauh
415. Tillandsia pampasensis Rauh
416. Tillandsia paniculata (L.) L.
417. Tillandsia paraensis Mez
418. Tillandsia paraibensis R.A.Pontes
419. Tillandsia paraisoensis Ehlers
420. Tillandsia pardoi Gouda
421. Tillandsia parryi Baker
422. Tillandsia parvispica Baker
423. Tillandsia pastensis André
424. Tillandsia peiranoi A.Cast.
425. Tillandsia penascoensis Ehlers & Lautner
426. Tillandsia pentasticha Rauh & Wülfingh.
427. Tillandsia pfeufferi Rauh
428. Tillandsia pfisteri Rauh
429. Tillandsia piauiensis Ehlers & J.Claus
430. Tillandsia piepenbringii (Rauh) J.R.Grant
431. Tillandsia pinicola I.Ramírez & Carnevali
432. Tillandsia pinnatodigitata Mez
433. Tillandsia piurensis L.B.Sm.
434. Tillandsia plagiotropica Rohweder
435. Tillandsia platyphylla Mez
436. Tillandsia plumosa Baker
437. Tillandsia pohliana Mez
438. Tillandsia polita L.B.Sm.
439. Tillandsia polyantha Mez & Sodiro
440. Tillandsia polystachia (L.) L.
441. Tillandsia polzii Ehlers
442. Tillandsia pomacochae Rauh
443. Tillandsia ponderosa L.B.Sm.
444. Tillandsia porongoensis L.Hrom. & P.Schneid.
445. Tillandsia portillae E.Gross & Wülfingh.
446. Tillandsia porvenirensis Ehlers
447. Tillandsia praschekii Ehlers & Willinger
448. Tillandsia prodigiosa (Lem.) Baker
449. Tillandsia prolata (H.Luther) Gouda & Barfuss
450. Tillandsia propagulifera Rauh
451. Tillandsia pruinosa Sw.
452. Tillandsia pseudobaileyi C.S.Gardner
453. Tillandsia pseudocardenasii W.Weber
454. Tillandsia pseudomacbrideana Rauh
455. Tillandsia pseudomicans Rauh
456. Tillandsia pseudomontana W.Weber & Ehlers
457. Tillandsia pseudooaxacana Ehlers
458. Tillandsia pseudosetacea Ehlers & Rauh
459. Tillandsia pucaraensis Ehlers
460. Tillandsia pueblensis L.B.Sm.
461. Tillandsia punctulata Schltdl. & Cham.
462. Tillandsia purpurascens Rauh
463. Tillandsia purpurea Ruiz & Pav.
464. Tillandsia pyramidata André
465. Tillandsia quaquaflorifera Matuda
466. Tillandsia queretaroensis Ehlers
467. Tillandsia queroensis Gilmartin
468. Tillandsia raackii H.Luther
469. Tillandsia racinae L.B.Sm.
470. Tillandsia ramellae W.Till & S.Till
471. Tillandsia rangelensis Hechav.
472. Tillandsia rariflora André
473. Tillandsia rauhii L.B.Sm.
474. Tillandsia rauschii Rauh & C.O.Lehm.
475. Tillandsia reclinata E.Pereira & Martinelli
476. Tillandsia rectangula Baker
477. Tillandsia × rectifolia C.A.Wiley ex Rauh
478. Tillandsia recurvata (L.) L.
479. Tillandsia recurvifolia Hook.
480. Tillandsia recurvispica L.Hrom. & P.Schneid.
481. Tillandsia reducta L.B.Sm.
482. Tillandsia reichenbachii Baker
483. Tillandsia religiosa Hern.-Cárdenas, Gonz.-Rocha, Espejo, López-Ferr., Cerros & E
484. Tillandsia remota Wittm.
485. Tillandsia renateehlersiae Leme & Gouda
486. Tillandsia restrepoana André
487. Tillandsia retorta Griseb. ex Baker
488. Tillandsia rettigiana Mez
489. Tillandsia reuteri Rauh
490. Tillandsia reversa L.B.Sm.
491. Tillandsia rhodocephala Ehlers & Koide
492. Tillandsia rhodosticta L.B.Sm.
493. Tillandsia rhomboidea André
494. Tillandsia riohondoensis Ehlers
495. Tillandsia rodrigueziana Mez
496. Tillandsia roezlii Linden ex Ortgies
497. Tillandsia rohdenardinii Strehl
498. Tillandsia roland-gosselinii Mez
499. Tillandsia romeroi L.B.Sm.
500. Tillandsia rosacea L.Hrom. & W.Till
501. Tillandsia rosarioae L.Hrom.
502. Tillandsia roseiflora Ehlers & W.Weber
503. Tillandsia roseoscapa Matuda
504. Tillandsia roseospicata Matuda
505. Tillandsia rothii Rauh
506. Tillandsia rotundata (L.B.Sm.) C.S.Gardner
507. Tillandsia rubella Baker
508. Tillandsia rubia Ehlers & L.Colgan
509. Tillandsia rubrispica Ehlers & Koide
510. Tillandsia rubroviolacea Rauh
511. Tillandsia rudolfii E.Gross
512. Tillandsia rusbyi Baker
513. Tillandsia sagasteguii L.B.Sm.
514. Tillandsia salmonea Ehlers
515. Tillandsia samaipatensis W.Till
516. Tillandsia sangii Ehlers
517. Tillandsia santieusebii Morillo & Oliva-Esteve
518. Tillandsia santosiae Ehlers
519. Tillandsia sceptriformis Mez & Sodiro
520. Tillandsia schatzlii Rauh
521. Tillandsia schiedeana Steud.
522. Tillandsia schimperiana Wittm.
523. Tillandsia schreiteri Lillo & A.Cast.
524. Tillandsia schultzei Harms
525. Tillandsia schunkei L.B.Sm.
526. Tillandsia schusteri Rauh
527. Tillandsia secunda Kunth
528. Tillandsia seideliana E.Pereira
529. Tillandsia seleriana Mez
530. Tillandsia selleana Harms
531. Tillandsia sessemocinoi López-Ferr., Espejo & P.Blanco
532. Tillandsia setacea Sw.
533. Tillandsia setiformis Ehlers
534. Tillandsia sierrahalensis Espejo & López-Ferr.
535. Tillandsia sierrajuarezensis Matuda
536. Tillandsia sigmoidea L.B.Sm.
537. Tillandsia simulata Small
538. Tillandsia socialis L.B.Sm.
539. Tillandsia sodiroi Mez
540. Tillandsia somnians L.B.Sm.
541. Tillandsia spathacea Mez & Sodiro
542. Tillandsia sphaerocephala Baker
543. Tillandsia spiraliflora Rauh
544. Tillandsia spiralipetala Gouda
545. Tillandsia sprengeliana Klotzsch ex Mez
546. Tillandsia standleyi L.B.Sm.
547. Tillandsia steiropoda L.B.Sm.
548. Tillandsia stellifera L.Hrom.
549. Tillandsia stenoura Harms
550. Tillandsia stipitata L.B.Sm.
551. Tillandsia stoltenii Ehlers & E.Gross
552. Tillandsia straminea Kunth
553. Tillandsia streptocarpa Baker
554. Tillandsia streptophylla Scheidw.
555. Tillandsia stricta Sol. ex Ker Gawl.
556. Tillandsia subconcolor L.B.Sm.
557. Tillandsia subinflata L.B.Sm.
558. Tillandsia subteres H.Luther
559. Tillandsia subulifera Mez
560. Tillandsia sucrei E.Pereira
561. Tillandsia sueae Ehlers
562. Tillandsia suescana L.B.Sm.
563. Tillandsia suesilliae W.Till, López-Ferr. & Espejo
564. Tillandsia superba Mez & Sodiro
565. Tillandsia superinsignis Matuda
566. Tillandsia supermexicana Matuda
567. Tillandsia tafiensis (L.B.Sm.) Gouda
568. Tillandsia takizawae Ehlers & H.Luther
569. Tillandsia taxcoensis Ehlers
570. Tillandsia tecolometl Granados, Flores-Cruz & Salazar
571. Tillandsia tecpanensis Ehlers & Lautner
572. Tillandsia tectorum É.Morren
573. Tillandsia tehuacana I.Ramírez & Carnevali
574. Tillandsia teloloapanensis Ehlers & Lautner
575. Tillandsia tenebra L.Hrom. & W.Till
576. Tillandsia tenuifolia L.
577. Tillandsia teres L.B.Sm.
578. Tillandsia thiekenii Ehlers
579. Tillandsia thyrsigera É.Morren ex Baker
580. Tillandsia tillii Ehlers
581. Tillandsia tomekii L.Hrom.
582. Tillandsia tonalaensis Ehlers
583. Tillandsia toropiensis Rauh
584. Tillandsia tortilis Baker
585. Tillandsia tovarensis Mez
586. Tillandsia tragophoba M.O.Dillon
587. Tillandsia trauneri L.Hrom.
588. Tillandsia trelawniensis Proctor
589. Tillandsia tricholepis Baker
590. Tillandsia tricolor Schltdl. & Cham.
591. Tillandsia trigalensis Ehlers
592. Tillandsia truxillana L.B.Sm.
593. Tillandsia turneri Baker
594. Tillandsia turquinensis K.Willinger & Michálek
595. Tillandsia ulrici Ehlers
596. Tillandsia ultima L.B.Sm.
597. Tillandsia usneoides (L.) L.
598. Tillandsia utriculata L.
599. Tillandsia × vandenbergii Ehlers & Hase
600. Tillandsia variabilis Schltdl.
601. Tillandsia velutina Ehlers
602. Tillandsia ventanaensis Ehlers & Koide
603. Tillandsia verapazana Ehlers
604. Tillandsia vernardoi Rauh
605. Tillandsia vernicosa Baker
606. Tillandsia vicentina Standl.
607. Tillandsia violacea Baker
608. Tillandsia violaceiflora L.Hrom.
609. Tillandsia violascens Mez
610. Tillandsia virescens Ruiz & Pav.
611. Tillandsia vriesioides Matuda
612. Tillandsia walter-richteri W.Weber
613. Tillandsia walter-tillii J.R.Grant
614. Tillandsia walteri Mez
615. Tillandsia weberi L.Hrom. & P.Schneid.
616. Tillandsia welzii Ehlers
617. Tillandsia werdermannii Harms
618. Tillandsia werner-rauhiana Koide & Takiz.
619. Tillandsia werneriana J.R.Grant
620. Tillandsia × wilinskii Gouda
621. Tillandsia winkleri Strehl
622. Tillandsia witeckii Büneker, R.Pontes & K.Soares
623. Tillandsia wuelfinghoffii Ehlers
624. Tillandsia wurdackii L.B.Sm.
625. Tillandsia xerographica Rohweder
626. Tillandsia xiphioides Ker Gawl.
627. Tillandsia yerba-santae Ehlers
628. Tillandsia yuncharaensis W.Till
629. Tillandsia yunckeri L.B.Sm.
630. Tillandsia yutaninoensis Ehlers & Lautner
631. Tillandsia zacapanensis Véliz & Feldhoff
632. Tillandsia zacualpanensis Ehlers & Wülfingh.
633. Tillandsia zaragozaensis Ehlers
634. Tillandsia zaratensis W.Weber
635. Tillandsia zarumensis Gilmartin
636. Tillandsia zecheri W.Till
637. Tillandsia zoquensis Ehlers